# Antanartia borbonica
Antanartia borbonica ist ein auf den Maskarenen gefundener Schmetterling (Tagfalter) aus der Familie der Edelfalter (Nymphalidae).

## Merkmale

### Falter
Die Flügelspannweite der Falter beträgt ca. 55 Millimeter. Zwischen den Geschlechtern besteht kein Sexualdimorphismus. Sie haben schwarzbraune Vorderflügeloberseiten. Durch die Diskalregion verläuft eine breite orangerote Binde. Im Apexbereich heben sich einige kleine weiße Flecke ab. Die ebenfalls schwarzbraunen Hinterflügel sind von einem orangefarbenen Band eingefasst und mit zwei Schwänzchen verlängert, einem längeren orangeroten und einem kürzeren schwarzen. Die Zeichnung der Oberseiten scheint auf die Flügelunterseiten durch.

### Raupe
Ausgewachsene Raupen haben eine schwarze Grundfarbe. Die gesamte Körperoberfläche ist mit verzweigten weißen oder gelben Dornen überzogen, die an der Basis zuweilen rotbraun gefärbt sind.

### Ähnliche Arten
Den ähnlich gezeichneten Arten Admiral (Vanessa atalanta) und Kanarischer Admiral (Vanessa vulcania) fehlen die Schwänzchen an den Hinterflügeln und beide kommen auf den Maskarenen nicht vor. Antanartia schaeneia besitzt zwar ebenfalls Schwänzchen, ist jedoch nur auf dem afrikanischen Festland vertreten.

## Verbreitung, Unterarten und Lebensraum

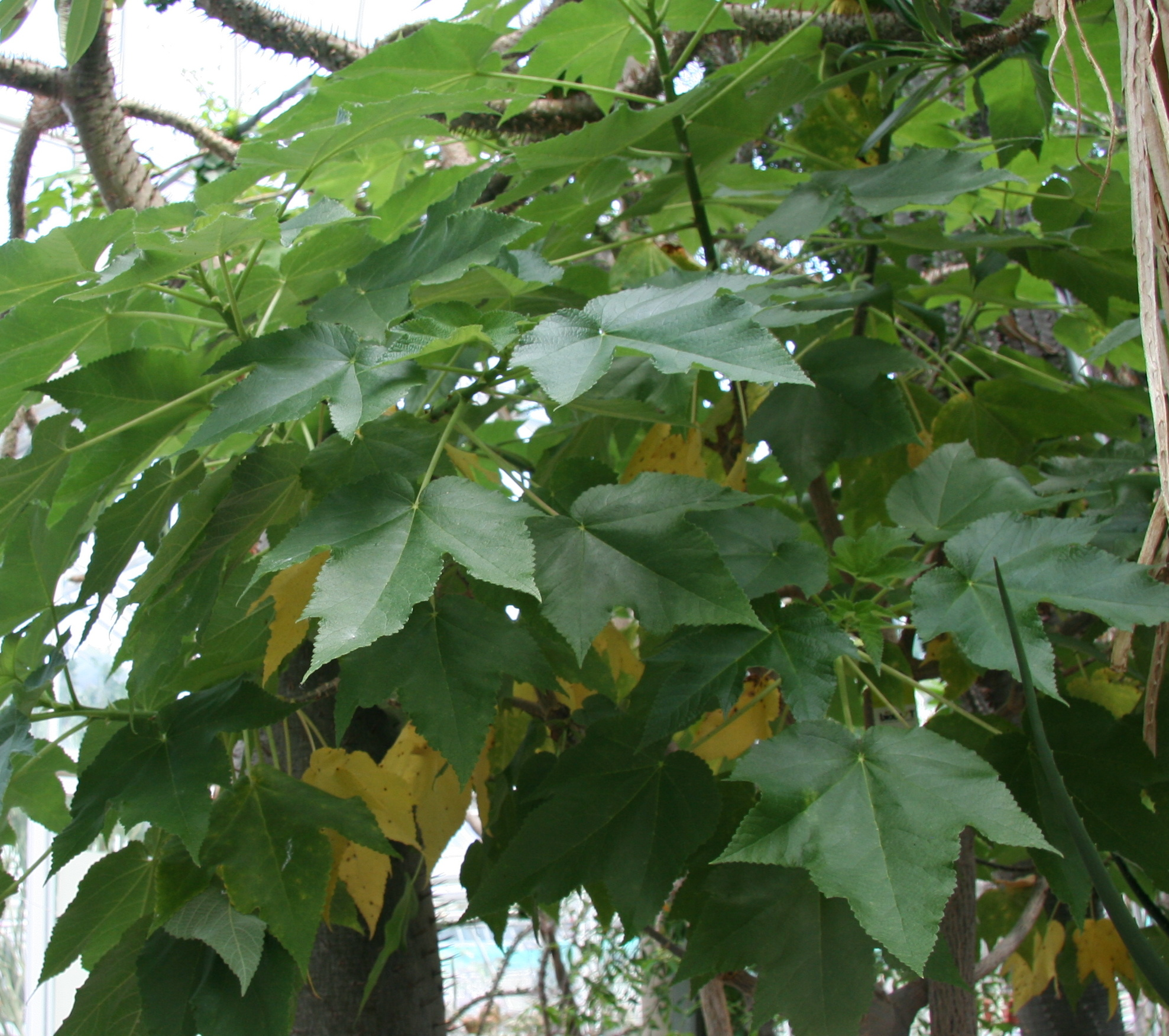
Obetia ficifolia, eine Nahrungspflanze der Raupen

Die Nominatform Antanartia borbonica borbonica kommt endemisch auf Réunion vor. Die Unterart Antanartia borbonica mauritiana wurde nur auf Mauritius gefunden. Da von ihr jedoch keine aktuellen Nachweise vorliegen, ist davon auszugehen, dass sie neuzeitlich ausgestorben ist. Angaben über ein Vorkommen auf Madagaskar sind falsch. Die Art besiedelt auf Réunion in erster Linie Lichtungen in Höhenwäldern zwischen 500 und 1000 Metern, im Besonderen entlang von Schluchten, wo ihre Wirtspflanzen wachsen.

## Lebensweise
Die Falter fliegen von September bis März, schwerpunktmäßig im Februar und März. Sie saugen gern an überreifen Früchten, um Flüssigkeit und Mineralstoffe aufzunehmen. Die Raupen ernähren sich von den Blättern von Obetia ficifolia, Pouzolzia laevigata, Pilea urticifolia, Boehmeria penduliflora oder Boehmeria macrophylla. Während der Fresspausen versteckt sich die Raupe in einem gefalteten und mit Seide versponnenem Blatt.

## Gefährdung
Antanartia borbonica borbonica ist auf Réunion sehr selten und wird durch ein Ministerialdekret geschützt, das im Amtsblatt von 1993 veröffentlicht wurde. Auf der Roten Liste von Réunion wird die Art als „gefährdet“ eingestuft.